# Каскар
Каскар такође познат као Кашкар (класични сиријски: ܟܫܟܪ‎), је био град у јужној Месопотамији. Изгледа да његово име потиче од сиријског ܟܪܟܐ карка што значи „цитадела“ или „град“. Други извори повезују га са "кашкарута„ пољопривредом “. Првобитно је саграђена на Тигру, преко реке из касније средњовековног града Васита.
Град је првобитно био значајан сасанидски град, саграђен на западној обали Тигра, где је Шапур I средином трећег века нове ере насељавао депортоване људе који говоре грчки из северозападне Сирије.
Према сиријској традицији, за Мар Мари се каже да је проповедала и чинила чуда и многе своје становнике преобратила у хришћанство. Каскар је постао важно средиште хришћанства у доњој Месопотамији и имао је сопствену епархију која је била под надлежношћу патријаршијске провинције Селеукија-Ктесифон.
За време поплаве, Тигар је повлавио обале, налетевши на насипе Каскара на његовој источној обали. Средњовековни град Васит саграђен је на западној обали новог канала Ел Хаџаџ ибн Јусуф, који је отерао становништво Каскара, што га је на крају претворило у град духова. Средином дванаестог века Каскар је престао да постоји као епископско седиште.